# Báthory

Báthorys vapenssköld.

Släkten Báthory (polska: Batory) var en ungersk adelssläkt stammande ur klanen Gutkeled, många medlemmar var medeltida dignitärer, transylvaniska furster, prinser och en polsk kung. Släkten fick namnet Báthory och vapenskölden år 1325. Under senmedeltiden och renässansen nådde släkten höjden av sitt inflytande.
Stefan V Báthory (1430–1493) besegrade turkarna i slaget vid Kenyérmező 1479. Stefan VII Báthory (1477–1530) var palatin av Ungern och spelade en avgörande roll vid Ferdinand av Habsburgs val till ungersk kung. Mest känd i släkten var Stefan Batory (1533–1586), som från 1571 var furste över Erdély (Transsylvanien) och var kung över Polen från 1575 till sin död 1586. I Transsylvanien efterträddes Stefan av sin bror Kristofer Báthory som dock redan 1581 efterträddes av sin minderårige son Sigismund Báthory. Med Gabriel Báthory (1589–1613) utslocknade släkten på manssidan, men genom hans syster Sofia Báthory gift med Georg I Rákóczy kom dock ättlingarna till släkten Báthory att sitta kvar på Erdélys tron.